# Drei Affen (Film)
Drei Affen (Üç maymun) ist ein Filmdrama des türkischen Filmemachers Nuri Bilge Ceylan aus dem Jahre 2008. Koautoren des Drehbuchs sind seine Ehefrau Ebru Ceylan und der Darsteller Ercan Kesal. Der Titel beruht auf dem Motiv japanischer Provenienz von den drei Affen, die nichts Böses sehen, hören oder sagen. Gilt das in Ostasien als klug und diplomatisch, wird es in Europa als Schwäche begriffen. Bei Ceylan bleibt offen, welchem Verständnis er folgt. Lange üben sich die drei Hauptfiguren – Vater, Mutter und Sohn einer türkischen kleinbürgerlichen Familie – im gegenseitigen Nichtwahrnehmenwollen und Verschweigen ihrer problematischer Handlungen und deren Konsequenzen. Das spätere Nichtmehrübersehen hat aber ebenso tragische Folgen. Zudem thematisiert die Erzählung die Weitergabe von Schuld in der Gesellschaft. Der Film wurde als türkisch-französisch-italienische Koproduktion finanziert. An den Filmfestspielen von Cannes 2008 sprach die Jury Ceylan den Regiepreis zu. Am 19. März 2009 lief das Werk in den deutschen und am 14. Mai desselben Jahres in den Schweizer Kinos an.

## Handlung
Eyüp ist als Fahrer beim Unternehmer Servet angestellt. In einer Nacht überfährt Servet jemanden auf einer Landstraße und begeht Fahrerflucht. Um seine Chancen bei der kommenden Wahl in ein politisches Amt nicht zu gefährden, bietet er Eyüp eine Lohnfortzahlung und eine beträchtliche Summe, wenn dieser die Verantwortung für den Unfall übernimmt und für ihn ins Gefängnis geht. Der Chauffeur geht darauf ein. Seine Frau Hacer und sein erwachsener Sohn Ismail verbringen die Zeit mit Warten auf den Vater und auf das für den Zeitpunkt seiner Haftentlassung versprochene Geld.
Ismail hat die Aufnahmeprüfung an die Universität nicht bestanden, was er vor dem Vater jedoch verschweigt. Da sich Hacer Sorgen macht, dass Ismail mit zwielichtigen Kumpels herumhängt, akzeptiert sie seinen Vorschlag, Servet um einen Vorschuss zu bitten und ein Auto zu kaufen. Damit will der junge Mann einen Fahrdienst aufziehen. Der Besuch Hacers bei Servet führt prompt dazu, dass die beiden eine sexuelle Beziehung beginnen. Als Ismail einen Gefängnisbesuch beim Vater unerwartet abbrechen muss, findet er in der Wohnung Servet bei seiner Mutter vor und schleicht sich unbemerkt hinaus. Er deutet ihr gegenüber anschließend an, dass er Bescheid weiß. Bei seinen weiteren Besuchen beim Vater verrät er nichts von der Affäre. Es zeigt sich, dass die Familie noch einen zweiten Sohn gehabt hat, der im Kindesalter ertrunken ist und von dem sie nie sprechen, aber von der Erinnerung an ihn heimgesucht werden. Zu Eyüps vorzeitiger Entlassung holt ihn Ismail mit dem Auto ab. Der Vater ist erbost, dass Frau und Sohn ohne ihn zu fragen so viel Geld ausgegeben haben. Bald ist ihm klar, dass Hacer eine Beziehung mit Servet haben muss, und herrscht sie barsch an, spricht den Verdacht aber nicht offen aus. Trotz der Rückkehr ihres Mannes ist Hacer unfähig, ihr starkes emotionales Verlangen nach Servet ruhigzustellen. Ein letztes Mal trifft Servet Hacer, um ihr zu befehlen, ihm nicht länger nachzustellen. Tage später wird Servet ermordet aufgefunden. Die Polizei verhört Eyüp und informiert ihn über die SMS seiner Frau an Servet; er bestreitet jede Verwicklung in den Mord. Am Abend gesteht Ismail der Mutter, er habe die Tat begangen. Hacer ist nahe daran, in einen tiefen Abgrund zu springen; Eyüp bittet sie, es nicht zu tun. Am nächsten Tag bietet er einem verarmten Teestuben-Lehrling viel Geld dafür an, anstelle von Ismail für den Mord ins Gefängnis zu gehen. 

## Deutschsprachige Kritiken
War der Film für einige Kritiker ein „Gefühlsthriller“ oder ein „beklemmender Psychothriller“, verneinte Marli Feldvoss in der Neuen Zürcher Zeitung, dass der Film je zu einem Thriller werde: „Die mit quälender Langsamkeit voranstolpernde, in minimalistischer Manier erzählte Handlung, die eigentlich auf eine Entladung oder irgendeine Lösung zutreibt, verdichtet sich jedoch nicht zu einem Thriller, sondern zeigt Bild für Bild – und das bis zur Schmerzgrenze –, was man als Entfremdung oder Schicksalhaftigkeit lesen muss.“ Sprachen die einen vom packenden Drehbuch, wie der Regisseur „aus einer banalen Alltagsgeschichte grosses Kino zu zaubern versteht“, waren anderen manche Momente zäh und bedeutungträchtig in die Länge gezogen. Die oft erwähnte Düsternis würde durch einen hintergründigen Humor ausgeglichen.
Die Bildkompositionen seien überwältigend, „des Vergleichs mit Antonioni oder Ozu würdig“, eindrücklich und „wie Restposten aus der Wirklichkeit“, aber auch „erlesen, manchmal fast zu wohlgestaltet“, mit hängenden Wolken, der Einbezug des Wetters wirke „manchmal etwas übertrieben“.
Bezugnehmend auf die Melodramatik in vielen türkischen Filmen, meinte die epd-Film-Kritikerin Heike Kühn: „Nuri Bilge Ceylan hat ein ebenso realistisch wie alptraumhaft wirkendes Porträt einer Gesellschaft gezeichnet, in der das übertriebene Gefühl die unterdrückte Wahrheit vergessen machen soll.“ „[…] viel zu notdürftig zurechtgezimmert ist die Fassade der heilen Welt in dieser Familie, als dass sie einer Erschütterung standhalten würde“, befand Susan Vahabzadeh in der Süddeutsche Zeitung. Der Regisseur „dekliniert sämtliche Formen der Unterdrückung durch, die psychologische, intellektuelle, politische, emotionale, sexuelle.“ Und zeigt eine Gesellschaft, „die alle Schuld weiterreicht, bis es den Schwächsten erwischt.“ Im film-dienst hingegen beanstandete Rüdiger Suchsland, Ceylan bringe der patriarchalischen Vaterfigur „überraschend viel Sympathie entgegen“ und vertrete dadurch keine progressive Position hinsichtlich der Geschlechterrollen. Immerhin entlarve er „Männergewalt als verkappte Ohnmacht“. Zwar suche und entdecke der Regisseur eine Sprache für neuartige Gefühle. „Zugleich macht Ceylan sich aber selbst der Sprachlosigkeit und Monotonie schuldig, die er seinen Figuren zuschreibt. Sie sind ausgedachte, symbolische, passive Wesen, in die der Betrachter viel, manchmal alles hineininterpretieren kann. Aber sie sprechen nie zurück.“
| epd Film             | Packendes Drehbuch; überwältigende Bilder; realistisches wie alptraumhaftes Porträt der türkischen Gesellschaft; 5 von 5 Sternen. |
| film-dienst          | Erlesene, manchmal übertriebene Bilder; stellenweise zäh und überdehnt; ambivalent hinsichtlich Männlichkeitsverständnis.         |
| Neue Zürcher Zeitung | „Einfach meisterhaft“, „großes Kino“; eindrückliche, manchmal übertriebene Bilder; hintergründiger Humor.                         |
| Süddeutsche Zeitung  | Emotionale Dichte und Bildkompositionen mit Klassikern wie Ozu und Antonioni vergleichswürdig; v. a. Aslan spielt großartig.      |